# Andorra Telecom
Andorra Telecom és una empresa pública de telecomunicacions del Principat d'Andorra.
És l'única empresa al país que ofereix serveis de telecomunicació de telefonia fixa i mòbil, internet i televisió de pagament. També és l'empresa encarregada de distribuir i emetre els senyals de la televisió digital terrestre a Andorra i ràdio, i d'administrar el domini de primer nivell territorial del principat, .ad. És propietat del Govern d'Andorra i opera en règim de monopoli.

## Història
Les telecomunicacions a Andorra eren presents molt abans de la creació d'Andorra Telecom i del seu predecessor, el Servei de Telecomunicacions d'Andorra (STA). El 1892 es va enviar el primer telegrama, i els primers telèfons es van instal·lar el 1904.
El Servei de Telecomunicacions d'Andorra es va crear l'any 1967, mateix any que s'inaugura la primera central telefònica automàtica del país, i el 1975 se n'aproven els estatuts.
El 1994 la Unió Internacional de Telecomunicacions va assignar el prefix +376 a Andorra, sent la STA l'encarregada de l'explotació. El 1995 la STA va començar a oferir serveis d'internet i telefonia mòbil GSM, i l'any 2000 comença a oferir ADSL.
El 2014 s'aprova la refundació com a Andorra Telecom, SAU.
El desembre de 2016 posà en funcionament la incubadora i acceleradora d'empreses NIU, situada a l'edifici Els Arcs de la Massana. El 2017 van aparèixer el projecte d'una aplicació mòbil, una empresa d'un francès i, més tard eixe any, un videojoc.
També el desembre de 2016, Andorra Telecom va apagar la xarxa de telefonia fixa i Internet per coure, sent un dels primers països a completar la migració a tecnologia basada en fibra òptica fins a la llar.
El gener de 2022 va patir l'atac de denegació de servei més gran de la història de la xarxa andorrana, que va afectar el servei d'internet de tot el país.

## Serveis
Andorra Telecom ofereix aquests serveis comercials:
- Telefonia fixa.
- Telefonia mòbil.
- Accés a Internet.
- Televisió de pagament, revenent per al mercat andorrà la plataforma espanyola Movistar Plus+.

També és l'encarregada d'oferir els següents serveis de caràcter públic:
- Emissió dels senyals de televisió digital terrestre del Principat, d'Andorra Televisió i d'una selecció de canals espanyols (també catalans), francesos i d'altres internacionals.
- Emissió dels senyals de ràdio per FM i DAB.
- Gestió del domini .ad, del pla de numeració telefònica nacional, i del prefix +376.
- Gestió de la xarxa d'emergències basada en TETRA.